# 黑繩大地獄
黑繩大地獄為宋帝王所職掌的第三殿地獄，十殿閻羅地獄之第三層，又有兩說，一為孽鏡台地獄，一又說落蒸地獄。此殿對聯如下：『善有善報，惡有惡報。』
並列有：
1. 偷盜貧窮人的物件者，應受冰池之刑。
2. 損害忠良者，應刀戳之邢。
3. 長舌婦專說人之陰短者，應受挖舌腸之邢。

此殿尚有這三個管轄點：、挖眼地獄、鋼鐵刮臉小地獄、倒吊小地獄。
台灣宜蘭縣每年都會由兩個大拜拜輪流，一為農曆二月初八，宜蘭市城隍廟。或是農曆三月二十八，泰山東獄大帝。其實二月初八正是第三殿閻羅宋帝王之誕辰。